# Jerzy Marian Gębicki
Jerzy Marian Gębicki (ur. 14 stycznia 1947 w Łodzi) – polski chemik, profesor Politechniki Łódzkiej.
Dyplom magistra inżyniera uzyskał po ukończeniu studiów na Wydziale Chemicznym Politechniki Łódzkiej. W Politechnice Łódzkiej rozpoczął pracę w Katedrze Chemii Fizycznej w 1969 roku, a od reorganizacji uczelni w 1970 roku kontynuuje do chwili obecnej pracę w Międzyresortowym Instytucie Techniki Radiacyjnej PŁ.
Stopień naukowy doktora uzyskał w 1976 roku, a doktora habilitowanego w 1985 roku. W 1993 roku otrzymał tytuł profesora nauk chemicznych. Odbył długoterminowe staże naukowe w kilku ośrodkach w Stanach Zjednoczonych (State University of New York at Stony Brook, University of Utah, University of Texas at Austin, Ohio State University) oraz Szwajcarii (University of Fribourg).
Jego zainteresowania naukowe koncentrują się wokół zagadnień struktury i reaktywności jonów molekularnych, chemii ksenobiotyków oraz projektowania i molekularnych mechanizmów działania nowych substancji leczniczych.
Posiada w swoim dorobku 130 publikacji, 60 patentów oraz kilka wdrożeń. Jest współzałożycielem kilku spółek innowacyjnych. Wypromował 15 doktorów. W latach 2007–2011 pełnił funkcję dyrektora Międzyresortowego Instytutu Techniki Radiacyjnej PŁ.
Wyróżnienia naukowe:
- Laureat Subsydium Uczonego Fundacji na Rzecz Nauki Polskiej (1999)
- Laureat Nagrody MEN (1977, 1987, 2001, 2004) oraz Nagrody Polskiego Towarzystwa Badań Radiacyjnych (1995, 2001, 2004)
- Odznaczony Medalem im. Jana Zawidzkiego PTChem (2000)
- Odznaczony medalem im. M. Skłodowskiej-Curie przyznany przez Polskie Towarzystwo Badań Radiacyjnych (2007)
- Wyróżnienie Urzędu m. Łodzi „Łódzkie Eureka” (2005)
- Laureat Zespołowej Nagrody Premiera RP (2007)